# Омберак
Омберак (фр. Ambérac) насеље је и општина у западној Француској у региону Поату-Шарант, у департману Шарант која припада префектури Ангулем.
По подацима из 2011. године у општини је живело 327 становника, а густина насељености је износила 27,02 становника/km². Општина се простире на површини од 12,1 km². Налази се на средњој надморској висини од 78 метара (максималној 101 m, а минималној 46 m).

## Демографија
| 1962. | 1968. | 1975. | 1982. | 1990. | 1999. | 2011. |
| ----- | ----- | ----- | ----- | ----- | ----- | ----- |
| 313   | 317   | 330   | 361   | 338   | 337   | 327   |

График промене броја становника у току последњих година